# Радченко Володимир Іванович
Володи́мир Іва́нович Ра́дченко (нар. 23 жовтня 1948, Київ — пом. 4 січня 2023) — український державний діяч, генерал армії України (з 2001). Міністр внутрішніх справ України (1994—1995). Голова Служби безпеки України (1995—1998, 2001—2003). Секретар Ради національної безпеки і оборони України (2003—2005). Віцепрем'єр-міністр України (12.01.—25.05.2007).

## Біографічні відомості
Народився 23 жовтня 1948 року в Києві, українець.
Освіта: Київський технологічний інститут легкої промисловості (1966—1971), інженер-хімік-технолог; Вищі курси КДБ СРСР (місто Мінськ 1972); курси при Вищій Червонопрапорній школі КДБ СРСР (1986, Москва).
09.1971—09.1972 — курсант Вищих курсів КДБ СРСР.
09.1972—03.1982 — оперуповноважений, старший оперуповноважений, заступник начальника відділу, начальник відділу УКДБ УРСР по м. Києву та Київській області.
03.1982—10.1990 — старший оперуповноважений, начальник відділу, заступник начальника відділу УКДБ УРСР по Рівненській області.
10.1990—07.1991 — у діючому резерві КДБ СРСР.
07.1991—01.1992 — заступник начальника УКДБ УРСР по Рівненській області.
01.1992—08.1993 — начальник УСБУ в Тернопільській області.
08.1993—03.1994 — начальник Управління боротьби з корупцією та організованою злочинністю СБУ.
03.1994—07.1994 — заступник Голови СБУ — начальник Управління боротьби з корупцією та організованою злочинністю.
З 21.07.1994 — в.о. Міністра, 28.07.1994—03.07.1995 — Міністр внутрішніх справ України.
03.07.1995—22.04.1998 — Голова СБУ.
04.1998—02.2001 — перший заступник Секретаря Ради національної безпеки і оборони.
10.02.2001—02.09.2003 — Голова Служби безпеки України.
02.09.2003—20.01.2005 — Секретар Ради національної безпеки і оборони України.
Звільнений з військової служби у відставку за станом здоров'я з правом носіння військової форми (12.02.2005).
08.2006—01.2007 — радник Голови СБУ.
11.2006—01.2007 — радник Прем'єр-міністра України на громадських засадах.
Був членом Президії Ради національної безпеки при Президентові України; членом Ради з питань збереження національної культурної спадщини (06.1997—01.1998), член Координаційного комітету боротьби з корупцією і організованою злочинністю (12.1994—12.1999); член Координаційної ради з питань судово-правової реформи при Президентові України (10.1997—07.2000); член наглядової ради Національного фонду соціального захисту матерів і дітей «Україна — дітям» (10.2001—01.2004); голова Ради з питань розвідки при Президентові України; член Ради національної безпеки і оборони України (08.1996—02.2005); член Координаційної ради з питань внутрішньої політики (з 09.1998); член Національної ради з узгодження діяльності загальнодержавних і регіональних органів та місцевого самоврядування (з 03.2001); член Координаційного комітету боротьби з корупцією та організованою злочинністю (з 04.2001); член Антикризового центру (11.2002—06.2005); член Комісії з питань реформування правоохоронних органів в Україні (з 05.2004).
Генерал армії України (з 2001). Генерал-полковник (07.05.1995), генерал-лейтенант (15.06.1994).
Дружина Валентина В'ячеславівна — кандидатка хімічних наук, професор; син Віктор (1971); дочка Олена (1983).
Помер 4 січня 2023 року. Похований у Києві на Байковому кладовищі.

## Нагороди
- «Орден Богдана Хмельницького» III ступеня (10.1998)[21]
- Відзнака Президента України «Іменна вогнепальна зброя» (1995, 2000)
- Орден «Знак Пошани» (13.12.1977)[22]

Вісім медалей. Почесна відзнака СБУ (1996). Відзнака Міністерства оборони України «Ветеран військової служби» (1997). Відзнака МВС України «Хрест Слави» (1997). Командорський хрест ордена святого Григорія Великого (Ватикан, 11 грудня 2001).